# Lijst van voetbalinterlands Albanië - Noord-Ierland
Deze lijst van voetbalinterlands is een overzicht van alle officiële voetbalwedstrijden tussen de nationale teams van Albanië en Noord-Ierland. De landen hebben tot op heden negen keer tegen elkaar gespeeld. De eerste ontmoeting, een kwalificatiewedstrijd voor het Wereldkampioenschap voetbal 1966, was in Belfast op 7 mei 1965. Het laatste duel was een vriendschappelijke wedstrijd en vond plaats op 3 maart 2010 in Tirana.

## Wedstrijden
| № | Plaats  | Datum             | Competitie           | Wedstrijd               | Uitslag |
| - | ------- | ----------------- | -------------------- | ----------------------- | ------- |
| 1 | Belfast | 7 mei 1965        | WK 1966 kwalificatie | Noord-Ierland − Albanië | 4 − 1   |
| 2 | Tirana  | 24 november 1965  | WK 1966 kwalificatie | Albanië − Noord-Ierland | 1 − 1   |
| 3 | Tirana  | 15 december 1982  | EK 1984 kwalificatie | Albanië − Noord-Ierland | 0 − 0   |
| 4 | Belfast | 27 april 1983     | EK 1984 kwalificatie | Noord-Ierland − Albanië | 1 − 0   |
| 5 | Belfast | 9 september 1992  | WK 1994 kwalificatie | Noord-Ierland − Albanië | 3 − 0   |
| 6 | Tirana  | 17 februari 1993  | WK 1994 kwalificatie | Albanië − Noord-Ierland | 1 − 2   |
| 7 | Belfast | 14 december 1996  | WK 1998 kwalificatie | Noord-Ierland − Albanië | 2 − 0   |
| 8 | Zürich  | 10 september 1997 | WK 1998 kwalificatie | Albanië − Noord-Ierland | 1 − 0   |
| 9 | Tirana  | 3 maart 2010      | Vriendschappelijk    | Albanië − Noord-Ierland | 1 − 0   |

## Samenvatting
| Competitie        | Totaal gespeeld | Winst Albanië | Gelijk | Winst Noord-Ierland | Doelsaldo Albanië – Noord-Ierland |
| ----------------- | --------------- | ------------- | ------ | ------------------- | --------------------------------- |
| WK-kwalificatie   | 6               | 1             | 1      | 4                   | 4 − 12                            |
| EK-kwalificatie   | 2               | 0             | 1      | 1                   | 0 − 1                             |
| Vriendschappelijk | 1               | 1             | 0      | 0                   | 1 − 0                             |
| Totaal            | 9               | 2             | 2      | 5                   | 5 − 13                            |

Wedstrijden bepaald door strafschoppen worden, in lijn met de FIFA, als een gelijkspel gerekend.

## Details

### Vijfde ontmoeting
| WK 1994 kwalificatie (Belfast, Noord-Ierland, 9 september 1992): |       |         |
| Noord-Ierland                                                    | 3 – 0 | Albanië |
| Colin Clarke 14' Kevin Wilson 31' Jim Magilton 44'               | goals |         |